# Enric Cardona
 (mars 2017).
Si vous disposez d'ouvrages ou d'articles de référence ou si vous connaissez des sites web de qualité traitant du thème abordé ici, merci de compléter l'article en donnant les références utiles à sa vérifiabilité et en les liant à la section « Notes et références ».
Enric Cardona Panella, né en 1871 et mort en 1966, est le président du FC Barcelone entre juin 1923 et juin 1924.

## Biographie
Enric Cardona prend la présidence du FC Barcelone le 29 juin 1923 peu après le début de la dictature militaire de Miguel Primo de Rivera.
Cardona succède à Hans Gamper alors que le FC Barcelone est devenu au cours des dernières années un symbole du catalanisme ce qui le rend suspect aux yeux des autorités de Madrid. Les dirigeants du club demandent aux supporters un comportement exemplaire afin de ne pas justifier la répression.
Le mandat de Cardona débute positivement avec le titre dans le championnat de Catalogne en gagnant les dix matchs. Mais en demi-finale de la Coupe d'Espagne, le Barça est battu 6 à 1 par la Real Unión de Irun, ce qui provoque un affrontement entre les dirigeants du Barça et les joueurs.
Enric Cardona quitte la présidence le 1er juin 1924 et Hans Gamper entame son cinquième et dernier mandat à la tête du club.